# Ronald Vargas
Ronald Alejandro Vargas Aranguren (ur. 2 grudnia 1986 w Guatire) – wenezuelski piłkarz, grający na pozycji ofensywnego pomocnika.

## Kariera klubowa
Karierę piłkarską Vargas rozpoczął w stolicy Wenezueli, Caracas, w tamtejszym klubie Caracas FC. W 2005 roku awansował do kadry pierwszego zespołu i w sezonie 2005/2006 zadebiutował w rozgrywkach wenezuelskiej Primera División. W 2006 roku wywalczył z Caracas mistrzostwo Wenezueli, a rok później obronił z tym klubem tytuł mistrzowski.
Latem 2008 roku Vargas został piłkarzem Club Brugge. Swoje pierwsze spotkanie w barwach Brugge rozegrał 29 sierpnia 2008 roku w wygranym 4:1 wyjazdowym spotkaniu z AFC Tubize. 30 listopada 2008 roku strzelił pierwszą bramkę w lidze belgijskiej, w wygranym 3:0 meczu z Germinalem Beerschot Antwerpia. W 2009 roku zajął z Brugge 3. miejsce w Jupiler League.
W 2011 roku Vargas przeszedł do Anderlechtu, a w 2014 do Balıkesirsporu. W 2015 przeszedł do AEK Ateny. W 2017 trafił do Newcastle United Jets FC.
| Sezon   | Klub                     | Kraj      | Rozgrywki          | Mecze | Bramki |
| ------- | ------------------------ | --------- | ------------------ | ----- | ------ |
| 2005/06 | Caracas FC               | Wenezuela | Primera División   | ?     | ?      |
| 2006/07 | Caracas FC               | Wenezuela | Primera División   | ?     | ?      |
| 2007/08 | Caracas FC               | Wenezuela | Primera División   | 26    | 7      |
| 2008/09 | Club Brugge              | Belgia    | Jupiler League     | 22    | 3      |
| 2009/10 | Club Brugge              | Belgia    | Jupiler League     | 26    | 4      |
| 2010/11 | Club Brugge              | Belgia    | Jupiler League     | 23    | 15     |
| 2011/12 | RSC Anderlecht           | Belgia    | Jupiler League     | 4     | 0      |
| 2012/13 | RSC Anderlecht           | Belgia    | Jupiler League     | 11    | 2      |
| 2013/14 | RSC Anderlecht           | Belgia    | Jupiler League     | 10    | 2      |
| 2014/15 | Balıkesirspor            | Turcja    | Süper Lig          | 25    | 6      |
| 2015/16 | AEK Ateny                | Grecja    | Superleague Ellada | 25    | 9      |
| 2016/17 | AEK Ateny                | Grecja    | Superleague Ellada | 16    | 2      |
| 2017/18 | Newcastle United Jets FC | Australia | A-League           | 7     | 0      |

## Kariera reprezentacyjna
W reprezentacji Wenezueli Vargas zadebiutował 3 lutego 2008 roku w wygranym 1:0 towarzyskim spotkaniu z Haiti.